# جائزة أكاديمية اليابان
جائزة أكاديمية اليابان (باليابانية: 日本アカデミ) (بالإنجليزية: Japan Academy Prize)‏ أو جائزة الأكاديمية اليابانية (بالإنجليزية: Japanese Academy Awards)‏ جائزة رفيعة المستوى تمنح لاصحاب الامتياز في صناعة الفيلم.

## الفائزون بالجوائز
| الدورة | السنة         | الفئة | الفائز / الفائزون | ملاحظة |
| ------ | ------------- | --- | --- | ------ |
| 45     | 2022 (ريوا 4) | جائزة أفضل عمل جائزة أفضل رسوم متحركة جائزة أفضل مخرج جائزة أفضل سناريو جائزة أفضل ممثل جائزة أفضل ممثلة جائزة أفضل ممثل مساعد جائزة أفضل ممثلة مساعدة | قودي سيارتي إيفانجيليون: 3.0+1.0 ريوسوكي هاماغوتشي - قودي سيارتي ريوسوكي هاماغوتشي - قودي سيارتي هيدتوشي نيشيجيما - قودي سيارتي كاسومي أيرومورا – We Made a Beautiful Bouquet ریوهي سوزوكي - Last of the Wolves كايا كيوهارا - In The Wake |        |

## وصلات خارجية
- الموقع الإلكتروني